# Увал (Кемеровская область)
Увал — посёлок в Новокузнецком районе Кемеровской области. Входит в состав Терсинского сельского поселения.

## География
Центральная часть населённого пункта расположена на высоте 193 метров над уровнем моря.

## Население
По данным Всероссийской переписи населения 2010 года, в посёлке Увал проживает 42 человека (20 мужчин, 22 женщины).

## Экономика
- Шахта Увальная (с 25 апреля 2017)